# Maharda (distrikt)
Maharda (arabiska: منطقة محردة), även Mharda eller Muharda, är ett distrikt i Syrien.   Det ligger i provinsen Hama, i den centrala delen av landet, 200 kilometer norr om huvudstaden Damaskus.